# Marmorvattensalamander
Marmorvattensalamander eller marmorvattenödla (Triturus marmoratus)  är ett stjärtgroddjur i familjen salamandrar som förekommer i västra Frankrike och på Iberiska halvön.

## Beskrivning
Marmorvattensalamandern kan bli upp till 16 cm lång, honan något större än hanen. Kroppen är vårtig, och ovansidan har ett distinkt mönster av gröna, mer eller mindre sammanhängande fläckar på svart botten. På huvudet löper en svart strimma genom ögat. Buken är svart med små, vitaktiga prickar. Vissa av underarterna kan ha större prickar och/eller uppblandade med gult. Under vattenfasen i samband med parningen, utvecklar hanen en stor kam längs ryggen och svansen. Honan har ingen sådan kam, men får i stället en permanent, orange längsstrimma.

## Utbredning
Marmorvattensalamandern finns i västra till sydvästra Frankrike samt norra till centrala Spanien och Portugal. Utbredningen i Frankrike är uppsplittrad och osäker på grund av att den bastarderar med större vattensalamander.

## Ekologi
Arten föredrar vatten med riklig växtlighet, som dammar, diken och mindre vattendrag, i både skogsområden, ängar och hedar. Den kan även förekomma i ej för intensivt brukad jordbruksmark. Den gömmer sig gärna under stenar, nerfallna grenar samt i murar under dagen och jagar främst ryggradslösa djur, men även vattensalamanderlarver (också av den egna arten) under natten. Arten kan gå upp i bergen, från 950 m i Frankrike (Massif Central), 1 800 m i nordvästra Spanien och 1 930 i Portugal till 2 100 m i centrala Spanien.

### Fortplantning
Lektiden infaller under tidig vår till sommar i norra delen av utbredningsområdet, men inträffar senare ju längre söderut arten befinner sig; i centrala Spanien inträffar den mellan november och juni. Som alla vattensalamandrar leker arten i vatten, där hanen efter ett parningsspel avsätter en spermatofor som honan tar upp med sin kloak. Honan lägger därefter mellan 200 och 380 stycken 2 mm stora ägg, som klibbar fast vid vattenväxter. Könsmognad uppnås vid omkring 5 års ålder. Arten kan leva upp till 15 år i det fria, 25 år i fångenskap.

## Status
Arten är globalt livskraftig ("LC"). Den är dock på nedgående, och i centrala Frankrike är den klassad som starkt hotad ("EN"). Främsta hoten är det moderna, högintensiva jordbruket, och utdikning av dess lekvatten. Insamling för sällskapsdjursindustrin spelar också en viss roll.